# Ain't No Grave (Gonna Hold This Body Down)
Ain't No Grave (Gonna Hold This Body Down) — перша пісня 94 альбому кантрі-співака Джонні Кеша American VI: Ain't No Grave. Вважається, що автором пісні є Клод Елі, котрий переписав її 1934 року з народного фольклору. Існує багато рековерів пісні. Саме її вважають заповітом співака, тому багато кліпів з цією піснею поставлені на тему біографії Джонні Кеша.

## Символізм
Основна фраза пісні «There ain't no grave can hold my body down» перекладається дослівно: «не існує могили яка може стримати моє тіло» повторюється щокуплету. Трактується або як символ безсмертя або як неспокою у вічному житті через незавершені справи чи неспокій душі. Використання Біблійних образів підкреслює сміливість автора.
Початок останнього куплету звернений до батьків ліричного героя (уже покійних) і просить їх зустріти сина на дорозі вниз по річці. Це символічно, адже у багатьох міфологіях річка означала межу між світом мертвих та живих. Ліричний герой обіцяє матері що прийде тільки-но «здасть свій багаж» — завершить місію.

## Використання
Пісня була використана як саундтрек Undertaker у популярному американському шоу реслінку федерації WWE.